# RNF187
RNF187 (англ. Ring finger protein 187) – білок, який кодується однойменним геном, розташованим у людей на 1-й хромосомі. Довжина поліпептидного ланцюга білка становить 235 амінокислот, а молекулярна маса — 26 190.
| 10         |  | 20         |  | 30         |  | 40         |  | 50         |
| ---------- |  | ---------- |  | ---------- |  | ---------- |  | ---------- |
| MALPAGPAEA |  | ACALCQRAPR |  | EPVRADCGHR |  | FCRACVVRFW |  | AEEDGPFPCP |
| ECADDCWQRA |  | VEPGRPPLSR |  | RLLALEEAAA |  | APARDGPASE |  | AALQLLCRAD |
| AGPLCAACRM |  | AAGPEPPEWE |  | PRWRKALRGK |  | ENKGSVEIMR |  | KDLNDARDLH |
| GQAESAAAVW |  | KGHVMDRRKK |  | ALTDYKKLRA |  | FFVEEEEHFL |  | QEAEKEEGLP |
| EDELADPTER |  | FRSLLQAVSE |  | LEKKHRNLGL |  | SMLLQ      |  |            |

A: Аланін

C: Цистеїн

D: Аспарагінова кислота

E: Глутамінова кислота

F: Фенілаланін

G: Гліцин

H: Гістидин

I: Ізолейцин

K: Лізин

L: Лейцин

M: Метіонін

N: Аспарагін

P: Пролін

Q: Глутамін

R: Аргінін

S: Серин

T: Треонін

V: Валін

W: Триптофан

Кодований геном білок за функцією належить до трансфераз. 
Задіяний у такому біологічному процесі, як убіквітинування білків. 
Білок має сайт для зв'язування з іонами металів, іоном цинку. 
Локалізований у цитоплазмі, ядрі.